# Пів-симуляція
При спів-симуляції різні підсистеми, які утворюють пов'язану проблему, моделюються розподіленими способами. Отже, моделювання виконується на рівні підсистеми без урахування проблеми зв'язаною. Крім того, спарене моделювання здійснюється під управлінням підсистем чорною коробкою. Під час моделювання підсистеми обмінюються даними. Косимуляцію можна розглядати як спільне моделювання вже добре встановлених інструментів та семантики; коли вони моделюються з їх придатними розв'язувачами. Ко-симуляція доводить свою перевагу при перевірці багатодоменної та кібер-фізичної системи, пропонуючи гнучке рішення, яке дозволяє одночасно розглядати кілька доменів з різними етапами часу. Оскільки розподіл навантаження розподіляється серед симуляторів, спів-симуляція також дає змогу оцінити масштабну систему.

## Абстракційні шари косимуляційної системи
Наступне введення і структурування пропонується в .
Створення схеми спільного моделювання може бути складним завданням, оскільки воно потребує сильної взаємодії між елементами, що беруть участь, особливо у випадку багатоформалічного спів-моделювання. Гармонізація, адаптація та, врешті-решт, зміна фактичних застосованих стандартів та протоколів в окремих моделях повинні бути зроблені для того, щоб бути в змозі інтегруватися в цілісні основи. Загальна шаблонна структура системи спільної симуляції висвітлює перетин предметів і проблем, які потребують вирішення в процесі розробки схеми спільного моделювання. Загалом, косимуляційна схема складається з п'яти абстрактних шарів:
| Абстрактний шар | Description | Associated issues |
| --------------- | --- | --- |
| Концептуальний  | Найвищий рівень, у якому моделі розглядаються як чорні ящики, і рівень стосується співзвучного представлення основи.                 | Загальна структура системи; Мета-моделювання компонентів.                                                                                 |
| Семантичний     | Цей рівень стосується значущості та ролі системи спів-симуляції щодо відкритих питань досліджуваної системи та досліджуваного явища. | Підтвердження окремих моделей; Граф взаємодії серед моделей; Підтвердження кожної взаємодії.                                              |
| Syntactic       | Цей рівень стосується формалізації схеми спільного моделювання.                                                                      | Формалізація окремих моделей у відповідних областях; Специфікація та обробка різниці між формалізмом та іншою.                            |
| Синтаксичний    | Рівень стосується виконання спільної симуляційної системи, методів синхронізації та гармонізації різних моделей.                     | Порядок виконання та причинності моделей; Гармонізація різних моделей обчислень; Рішення для потенційного конфлікту при одночасності дій. |
| Технічний       | Рівень стосується деталей реалізації та оцінки симуляції.                                                                            | Розподілена або централізована реалізація; Надійність моделювання; Надійність та ефективність моделювання.                                |

Від концептуальної структурування - архітектура, на якій розроблена система спів-симуляції та формальні семантичні відносини / синтаксична формулювання. Детальні технічні методи реалізації та синхронізації охоплюються динамічним та технічним рівнями.

## Розбиття проблем - архітектура спільного моделювання
Процедура поділу визначає процес просторового розділення зв'язаної задачі на декілька підрозділених підсистем. Інформація обмінюється через спеціальні інтерфейси або через проміжний буфер, керований основним алгоритмом. Майстерний алгоритм (якщо такий існує) несе відповідальність за тестування тренажерів та для оркестрування обміну інформацією (тренажер-симулятор чи симулятор-оркестратор).

## Спосіб з'єднання
Механізми співвсмоктування можуть бути класифіковані в операційну інтеграцію та формальну інтеграцію залежно від абстрактних шарів. Загалом, інтеграція операцій використовується для спільного моделювання для конкретної проблеми та спрямована на сумісність на динамічному та технічному рівнях (наприклад, обмін сигналами). З іншого боку, формальна інтеграція дозволяє взаємодіяти на семантичному та синтаксичному рівнях за допомогою будь-якої моделі взаємодії або тренажера. Формальна інтеграція часто включає майстра-федератора, щоб організувати семантику та синтаксичну взаємодію між симуляторами.
З динамічної та технічної точки зору необхідно враховувати методи синхронізації та схеми комунікації в процесі виконання.

## Стандарти та реалізація програмного забезпечення

### Архітектура високого рівняFunctional Mock-up Interface
Для співіснування сигнал може бути виконаний за допомогою стандартного інтерфейсу, який називається функціональним модемним інтерфейсом.

### Модель на основі агента
Модель на основі агента є моделюючим підходом складних систем. Кожен симулятор розглядається як агент і "поводиться" відповідно до пов'язаного з ним симулятора. Агенти взаємодіють, обмінюються даними між собою в мережі. Симуляційне середовище Mecysco - це реалізація цього підходу 